# Ribbon (渡辺美里のアルバム)
『ribbon』（リボン）は1988年5月28日にリリースされた渡辺美里の4枚目のオリジナル・アルバム。

## 背景
アルバムのキャッチコピーは『戦後最大のポップアルバム』。
当初はベスト・アルバムとして企画が上がったこともあり、アルバム未収録だったシングル「BELIEVE」を新録する予定であったが、リマスタリングしたのち「Remix Version」という表記で収録された。
発売から30周年を記念して、2018年5月23日に『ribbon -30th Anniversary Edition-』がリリースされた。

## 音楽性
11曲目の「10 years」は、作曲を担当した大江千里が、2003年にリリースしたアルバム『home at last〜Senri Sings Senri〜』にてセルフカバーしている。

## ディスクジャケット
ジャケットは白いシルクのカーテンが基調となっており、歌詞ブックレットの各ページにも、白のほかにパステル調の5色（青・緑・黄・橙・紫）によるシルクのカーテンを基調にしている。
このアルバムから初回限定盤として恒例となるデジパック仕様に使用されているデジトレイを貼付した特製の紙ケース、ブックレット付仕様となる。なお本アルバムは当初、初回限定ではなく1989年の消費税導入後の税込価格表記改訂版も生産された。

## 収録曲
| 全作詞: 渡辺美里（excpet M-6 作詞：戸沢暢美）。 |                                                |                                         |           |                                   |      |
| #                                               | タイトル                                       | 作詞                                    | 作曲      | 編曲                              | 時間 |
| 1.                                              | 「センチメンタル カンガルー」                  | 渡辺美里（excpet M-6 作詞： 戸沢暢美 ） | 佐橋佳幸  | 佐橋佳幸 ホーンアレンジ: 清水信之 | 4:19 |
| 2.                                              | 「恋したっていいじゃない」                     | 渡辺美里（excpet M-6 作詞： 戸沢暢美 ） | 伊秩弘将  | 清水信之                          | 3:47 |
| 3.                                              | 「さくらの花の咲くころに」                     | 渡辺美里（excpet M-6 作詞： 戸沢暢美 ） | 木根尚登  | 清水信之                          | 5:01 |
| 4.                                              | 「Believe（Remix Version）」                   | 渡辺美里（excpet M-6 作詞： 戸沢暢美 ） | 小室哲哉  | 大村雅朗                          | 3:50 |
| 5.                                              | 「シャララ」                                   | 渡辺美里（excpet M-6 作詞： 戸沢暢美 ） | 岡村靖幸  | 佐橋佳幸・西平彰                  | 4:41 |
| 6.                                              | 「19才の秘かな欲望（The Lover Soul Version）」 | 渡辺美里（excpet M-6 作詞： 戸沢暢美 ） | 岡村靖幸  | 佐橋佳幸 ホーンアレンジ: 清岡太郎 | 4:46 |
| 7.                                              | 「彼女の彼」                                   | 渡辺美里（excpet M-6 作詞： 戸沢暢美 ） | 佐橋佳幸  | 佐橋佳幸                          | 3:44 |
| 8.                                              | 「ぼくでなくっちゃ」                           | 渡辺美里（excpet M-6 作詞： 戸沢暢美 ） | 渡辺美里  | 清水信之                          | 3:49 |
| 9.                                              | 「Tokyo Calling」                              | 渡辺美里（excpet M-6 作詞： 戸沢暢美 ） | 伊秩弘将  | 清水信之                          | 4:52 |
| 10.                                             | 「悲しいね（Remix Version）」                  | 渡辺美里（excpet M-6 作詞： 戸沢暢美 ） | 小室哲哉  | 小室哲哉                          | 4:48 |
| 11.                                             | 「10 years」                                   | 渡辺美里（excpet M-6 作詞： 戸沢暢美 ） | 大江千里  | 有賀啓雄                          | 4:27 |
| 合計時間:                                       | 合計時間:                                      | 合計時間:                               | 合計時間: | 48:04                             |      |

### 「ribbon -30th Anniversary Edition-」ボーナス・トラック収録曲
| #         | タイトル                                              | 作詞      | 作曲      | 編曲                                | 時間 |
| --------- | ----------------------------------------------------- | --------- | --------- | ----------------------------------- | ---- |
| 12.       | 「Half Moon」(シングル「BELIEVE」カップリング曲)      |           | 岡村靖幸  | 西本明・岡村靖幸                    | 4:39 |
| 13.       | 「New Boyfriend」(シングル「悲しいね」カップリング曲) |           | 佐橋佳幸  | 西平彰・佐橋佳幸                    | 4:09 |
| 14.       | 「君の弱さ」                                          |           | 佐橋佳幸  | 佐橋佳幸 ホーンアレンジ：Greg Adams | 4:01 |
| 合計時間: | 合計時間:                                             | 合計時間: | 合計時間: | 12:49                               |      |

## 30th Anniversary Edition
2018年5月23日、エピックレコードジャパンより発売された。

### 背景・制作
前作『Lovin' you -30th Anniversary Edition-』に続く本作は、初回限定盤と通常盤の2形態で発売された。CDには、当時既に発売済で未収録となっていた「Half Moon」「New Boyfriend」「君の弱さ」の3曲を追加で収録し、初回限定盤には1988年当時の貴重なライブ映像に加え、かつてCMに出演していたUCCのタイアップ映像が収録されたDVDが付属される。
音楽評論家の田家秀樹による長文ライナーノーツ「戦後最大のポップアルバム。91匹のカンガルーは最後のフェンスを跳び越せたのだろうか」が掲載される。
リリースに先駆けて、特設サイトが公開された。
本リリース直後に「ribbon power neo」と題した再現ライブを東京・名古屋・大阪の全4公演で開催される。
ハイレゾ音源配信サイトではCDよりも高音質なロスレス音源の配信が行われている。

### 形態
＜初回生産限定盤＞【CD+DVD】ESCL 30030/1　6,019円＋税
- 完全生産限定スペシャルパッケージ

（豪華BOX+紙ジャケット仕様）
- New York Sterling Soundのテッド・ジェンセンによるリマスタリング音源
- 高品質 Blu-spec CD2 仕様

- 特典DVD
  - ribbon SPOT -white- from "eZ"
  - ぼくでなくっちゃ from "born Ⅱ special edition"
  - シャララ from "born Ⅱ"
  - さくらの花の咲くころに from "born Ⅱ"
  - 悲しいね -Music Video-
  - ribbon SPOT -purple- from "eZ"
  - MISATO and UCC CAN COFFEE CM 4タイプ
    - 恋したっていいじゃない -待った篇-
    - 恋したっていいじゃない -ボクはボク篇-
    - センチメンタル カンガルー -カンガールの夏篇-
    - 10 years -冬のくちびる篇-

  - ribbon SPOT -yellow- from "eZ"

- 未公開の写真多数掲載のスペシャルフォトブック
- 長文ライナーノーツ「戦後最大のポップアルバム。91匹のカンガルーは最後のフェンスを跳び越せたのだろうか」掲載

＜通常盤＞【CD】ESCL-30032　2,963円＋税
- 初回プレス分のみ豪華紙ジャケット仕様
- New York Sterling Soundのテッド・ジェンセンによるリマスタリング音源
- 高品質 Blu-spec CD2 仕様
- 長文ライナーノーツ「戦後最大のポップアルバム。91匹のカンガルーは最後のフェンスを跳び越せたのだろうか」掲載

## クレジット

### 参加ミュージシャン
| センチメンタル カンガルー - E. Guitar : 佐橋佳幸 - A. Piano and Synthesizer : 柴田俊文 - Hammond Organ : 清水信之 - Drums and Percussions : 松本淳 - Bass : 美久月千晴 - Manipulator : 遠山“joker”淳 - Trumpet：数原晋 - Sax : Jake H. Concepcion - Backing Vocals : “kangaroo”misato 恋したっていいじゃない - Electronics and E. Guitar : 清水信之 - E. Guitar : 佐橋佳幸 - Bass : 有賀啓雄 - Background Vocals and Hand Clapping : 岡村“date”靖幸, 佐橋“date”佳幸 and “date”misato さくらの花の咲くころに - Electric, A. Piano and E. Guitar：清水信之 - 12 Strings A. Guitar：佐橋佳幸 Believe (Remix Version) - E. Guitar : 松原正樹 - Keyboards : 西本明 - Bass : 高水健司 - Drums : 山木秀夫 - Manipulator : 浦田恵司 - Background Vocals : misato シャララ - E. and A. Guitar : 佐橋佳幸 - A. Piano : 柴田俊文 - Synthesizer : 西平彰, 佐橋佳幸 - Drums : 山木秀夫 - Bass : 有賀啓雄 - Manipulator : 松井隆雄, 石川鉄男 - Background vocals : arakawa shonen shojo gassho-tai, misato and “shalala” no ojisan-tachi | 19才の秘かな欲望 (The Lover Soul Version) - the lover soul - E. Guitar : 佐橋佳幸 and 松本光雄 - E. Guitar Solo : 松本光雄 - A. Piano, Hammond Organ and Synthesizer : 柴田俊文 - Drums : 松本淳 - Bass : 井上哲也 - Pretty Chorus Girl : 坂井“rie-chan”利衣, 岩本“gan-chan”章江 - Trombone : 清岡太郎 - Sax : 本田雅人 - Special Guest - Trumpet : 数原晋 彼女の彼 - E. and A. Guitar : 佐橋佳幸 - Hammond Organ : 難波正司 - Drums and Tambourine : 松本淳 - Bass : 有賀啓雄 - Manipulator and Synthesizer : 遠山“joker”淳 - Background Vocals : “ribbon”misato and sahashi ぼくでなくっちゃ - E. and A. Piano : 清水信之 Tokyo Calling - Electronics : 清水信之 悲しいね (Remix Version) - Synthesizer : 小室哲哉 - Manipulator : 迫田到 - E. Guitar : 佐橋佳幸 - Drums : 青山純 - A. Sax : 中村哲 - Background Vocals : misato 10 years - E. and A. Guitar : 佐橋佳幸 - A. Piano : 西本明 - Drums : 江口“31”信夫 - Bass and Synthesizer : 有賀啓雄 - Manipulator : 石川鉄男 - Background Vocals : “pretty”misato |

### スタッフ
- Produced : 小坂洋二, misato
- Co-produced, mixed : 伊東俊郎
- Co-Produced : 佐橋佳幸
- Directed : 山口三平, 大本和典 (Grass Company)
- Project Coordination : 早川隆 (Grass Company)
- Recorded : 伊東俊郎, 渡辺茂実, 大森政人
- Assisted : 小関文明, 伊藤康宏, 横井俊一, 森岡徹也, 室克己
- Digital Mastered : 田中三一
- Artist Promotion : 湯川宏一, はぎわらあきら, 石栗一浩
- Art Direction, Design : 植田敬治
- Photography : 大川直人
- Design : さいとうみちよ

#### 30th Anniversary Edition
- Mastered : Ted Jensen
- Directed : 鈴木陽介
- A&R : 井上真哉
- A&R Chief : 山口育孝
- Promotion : 南塚雅代, 町田理子, 小澤愼仁郎, 村木良人, 池田梨恵, 青山正太, 伊東亜希子, 中蔵亮斗, 劉伽耶, 佐野遼平
- Executive Produced : 中村隆志, 岡田宣
- Art Direction, Desgin : 石川絢士
- Photography : 大川直人

## リリース履歴
| No. | 日付           | レーベル          | 規格                           | 規格品番                            | 最高順位 | 備考 |
| --- | -------------- | ----------------- | ------------------------------ | ----------------------------------- | -------- | --- |
| 1   | 1988年5月28日  | EPIC/SONY RECORDS | LP CT CD                       | 28・3H-5030 28・6H-5030 32・8H-5030 | 1位      | |
| 2   | 1991年7月1日   | Epic/Sony Records | CD                             | ESCB-1164                           |          | |
| 3   | 1992年11月21日 | Epic/Sony Records | MD                             | ESYB-7016                           |          | |
| 4   | 2010年8月25日  | Epic Records      | Blu-spec CD                    | ESCL-20044                          |          | CD-BOX『Misato Watanabe 25th Anniversary Album Box-Wonderful Moments 25th-』 （完全生産限定盤）収録。紙ジャケット、リマスタリング仕様 |
| 5   | 2018年5月23日  | Epic Records      | Blu-spec CD2、DVD Blu-spec CD2 | ESCL-30030-1 ESCL-30032             |          | 30th Anniversary Edition、上段は完全生産限定盤、下段は通常盤                                                                          |